# Estados Unidos nos Jogos Olímpicos de Verão de 1988
Os Estados Unidos da América competiram os Jogos Olímpicos de Verão de 1988 em Seul, na Coreia do Sul. Ficaram em 3º lugar no ranking geral, com 36 medalhas de ouro.

## Medalhas
| Atleta       | Esporte   | Evento          | Medalha |
| ------------ | --------- | --------------- | ------- |
| Carl Lewis   | Atletismo | 100 m masculino | Ouro    |
| Calvin Smith | Atletismo | 100 m masculino | Bronze  |

## Desempenho

### Atletismo
Masculino
| Prova | Atleta          | Preliminares | Preliminares | Quartas | Quartas | Semifinal | Semifinal | Final | Final             |
| Prova | Atleta          | Marca        | Posição      | Marca   | Posição | Marca     | Posição   | Marca | Posição           |
| ----- | --------------- | ------------ | ------------ | ------- | ------- | --------- | --------- | ----- | ----------------- |
| 100 m | Carl Lewis      | 10.14        | 1 Q          | 9.99    | 1 Q     | 9.97      | 1 Q       | 9.92  | Medalha de ouro   |
| 100 m | Calvin Smith    | 10.28        | 5 Q          | 10.16   | 5 Q     | 10.15     | 3 Q       | 9.99  | Medalha de bronze |
| 100 m | Dennis Mitchell | 10.37        | 11 Q         | 10.13   | 3 Q     | 10.23     | 5 Q       | 10.04 | 4                 |